# Xã Elysian, Quận Bottineau, Bắc Dakota
Xã Elysian (tiếng Anh: Elysian Township) là một xã thuộc quận Bottineau, tiểu bang Bắc Dakota, Hoa Kỳ. Năm 2010, dân số của xã này là 33 người.